# Kubousa zawari
Kubousa zawari är en skalbaggsart som beskrevs av Dombrow 2007. Kubousa zawari ingår i släktet Kubousa och familjen Melolonthidae. Inga underarter finns listade i Catalogue of Life.